# Abyssocottus
Abyssocottus is een geslacht van straalvinnige vissen uit de familie van de diepwaterdonderpadden (Abyssocottidae).

## Soorten
- Abyssocottus elochini Taliev, 1955
- Abyssocottus gibbosus Berg, 1906
- Abyssocottus korotneffi Berg, 1906